# جان دیکینسون
جان دیکینسون (John Dickinson)‏ (۱۳ نوامبر [۲ نوامبر، طبق تقویم ژولینی] ۱۷۳۲‏‏ – ۱۴ فوریه ۱۸۰۸)، از پدران بنیان‌گذار ایالات متحده آمریکا، مشاور حقوقی و سیاست‌مدار فیلادلفیا، پنسیلوانیا و ویلمینگتون، دلاور، به‌خاطر نوشتن «دوازده نامه از یک کشاورز در پنسیلوانیا» که در سال‌های ۱۷۶۷ و ۱۷۶۸ منفرداً به چاپ رسیدند، به «قلم انقلاب» معروف است. جان دیکینسون به عنوان یکی از اعضای اولین کنگره قاره‌ای جاییکه انجمن قاره‌ای را امضاء نمود، بیشترین دادخواست‌های سال ۱۷۷۴ را به پادشاه نوشت و سپس به عنوان عضو دومین کنگره قاره‌ای دادخواست شاخه زیتون را به پادشاه نوشته. زمانی‌که این دو تلاش برای مذاکره با جورج سوم پادشاه بریتانیا به شکست مواجه شد، دیکینسون مجدداً بر عقاید توماس جفرسون کار کرد و اعلامیهٔ علل و ضرروت به دست گرفتن اسلحه سال ۱۷۷۵ را نوشت. هنگامی‌که کنگره تصمیم به درخواست استقلال از بریتانیا گرفت، دیکینسون در کمیته‌ای که معاهده نمونه را نوشته بود، خدمت کرد و بعداً اولین پیشنویس اصول کنفدراسیون ۱۷۷۶–۱۷۷۷ و اتحادیه دایمی را نوشت. دیکینسون بعداً به‌عنوان رئیس کنوانسیون سال ۱۷۸۶ اناپولیس خدمت نمود که در آن به برگذاری کنوانسیون قانون اساسی سال ۱۷۸۷ فراخوان داد. دیکینسون به نمایندگی از دلاویر در این کنوانسیون شرکت نمود.
وی همچنین «ترانه آزادی» را نوشت، وی یک شبه‌نظامی در جریان انقلاب آمریکا و پرزیدنت دلاویر و پرزیدنت پنسیلوانیا بود و یکی از ثروتمندترین مردان در میان مستعمرات بریتانیایی در آمریکا بود. بعد از مرگ دیکینسون، جفرسون از وی به عنوان «از جمله نخستین مدافعان حقوق کشوراش درجریان حمله بریتانیای کبیر که نام‌اش به عنوان یکی از شایستگان بزرگ انقلاب در تاریخ تقدیس خواهد شد» قدردانی نمود.
همراه با همسراش، مری نوریس دیکینسون، او با کالج دیکینسون و به همین‌گونه مدرسه حقوق دیکینسون دانشگاه استانی پنسیلوانیا و مجتمع دیکینسون دانشگاه دلاویر هم‌نام است. مدرسه عالی جان دیکینسون در سال ۱۹۵۹ به عنوان بخشی از مدارس دولتی در دلاویر شمالی افتتاح شد/اختصاص داده شد.

## پیشینهٔ خانوادگی
دیکینسون در کرویسادور در مزرعهٔ تنباکوی خانوادگی‌اش در نزدیکی روستای تراپ در شهرستان تالبوت استان مریلند به دنیا آمد. او از نوه‌های بزرگ والتر دیکینسون بود، شخصی که در سال ۱۶۵۴ از انگلند به ویرجینیا مهاجرت کرده بود و بعد از پیوستن به انجمن دوستان، در سال ۱۶۵۹ همراه با تعدادی از هم‌مذهبان خویش به شهرستان تالبوت در ساحل شرقی خلیج چساپیک آمد. دیکینسون در آنجا در سواحل دریای چوپتانک والتر مزرعه را به مساحت ۴۰۰ هکتار معادل (۱٫۶ کیلومتر مربع) به‌نام کرویسادور به معنی «صلیب طلا»، آغاز کرد. والتر همچنین ۸۰۰ هکتار معادل (۳٫۲ کیلومتر مربع) زمین را در منطقه ست جانز نیک که بعداً به شهرستان کنت دلاویر تغییر نام یافت، خریداری نمود.
مزرعه کرویسادور از طریق ویلیام پسر والتر، به نوه‌هایش ساموئل، پدر جان دیکینسون رسید. هر نسل ملیکت‌های خویش را افزایش دادند به طوری‌که ۲٬۵۰۰ هکتار معادل (۱٬۰۰۰ هکتار) در پنج مزرعه در سه شهرستان مریلند به ساموئل به میراث رسید و ساموئل این مقدار را به ۹٬۰۰۰ هکتار معادل (۳٬۶۰۰) هکتار افزایش داد. او همچنین ملک شهرستان کنت را از پسربرادر خویش خرید و مساحت زمین‌های خویش را به ۳٬۰۰۰ هکتار معادل (۱٬۲۰۰ هکتار) از کنار دریای ست از دوور الی خلیج دلاویر گسترش داد. دیکینسون در آنجا مزراع دیگری را آغاز و آن را تالار صنوبر نام گذاشت. تا سال ۱۷۷۷ که جان دیکینسون برده‌های تالار صنوبر را آزاد ساخت، این مزارع از جمله شرکت‌های بزرگ سودآور بودند که برده‌های کارگر در آن مشغول کار بودند.
ساموئل دیکینسون در ۱۱ آوریل ۱۷۱۰ با جودت تروث (۱۶۸۹–۱۷۲۹) ازدواج نمود. آن‌ها نُه فرزند به‌نام‌های والتر، ساموئل، الیزابت، هنری، الیزابت «بتسی»، ریبیکا و راچل، داشتند. سه پسر بزرگ او در حین تحصیل در لندن بر اثر آبله از بین رفتند. ساموئل بیوه، با دو فرزند خردسال خود به‌نام‌های هنری و بتسی، در سال ۱۷۳۱ با مری کادوالدر ازدواج نمود. کادوالدر دختر مارتا جونز (نوه‌های دکتر توماس وین) و کواکر جان کادوالدر مشهور که پدربزرگ سرتیپ جان کادوالدر فیلادلفیا نیز می‌شد، بود. پسران ایشان به‌نام‌های جان، توماس و فیلمون چند سال بعد تولد شدند.
برای سه نسل، خانواده دیکینسون اعضای سومین جلسه اجتماعات هاوین در شهرستان تالبوت و کالدوالدرها اعضای جلسه فیلادلفیا بودند. اما در سال ۱۷۳۹، بتسی خواهر ناتنی جان دیکینسون در یک کلیسیای انگلیسی با چالز گلدزبورو ازدواج کرد که توسط همرانش یک «ازدواج بی نظم» نامیده شد. این زوج پدر بزرگ و مادر بزرگ چالز گلدزبورو فرماندار مریلند بود.
ساموئل با واگذاری کرویسادور به پسر بزرگ‌اش هنری دیکینسون، به تالار صنوبر که قبلاً در آنجا به عنوان قاضی دادگاه دعاوی مشترک شهرستان کنت، رهبری جامعه را به‌عهده داشت، نقل مکان نمود. نقل مکان دیکینسون، مری را به اقاربش در فیلادلفیا نزیک ساخت. تالار صنوبر در قسمت مصنوعی دریای ست جانرواقع شده بود. فعالیت‌های زیادی برای انتقال ضروریات و حمل نقل محصولات کشاورزی در آنجا صورت می‌گرفت. قسمت اعظم این محصولات گندم بود که با گندم‌های سایر مناطق آرد «اعلی» از آن به‌دست می‌آمد. زیادتر مردمی که در این مزرعه بود، خدمت‌کاران و بردگان دیکینسون‌ها بودند.

## اوان زندگی و خانواده
دیکینسون در خانه توسط والدین‌اش و مهاجرین که به این منظور استخدام شده بودند، آموزش داده شده بود. درمیان آن افراد، فرانسیس آلیسون وزیر پروتستان بود که بعداً آکادمی لندن جدید را در شهرستان چیستر در پنسیلوانیا تأسیس نمود. مهم‌تر از همه، مربی او ویلیام کلن بود که دوست دایمی دیکینسون شد و بعداً نخستین قاضی و صدراعظم شهرستان دلاور تعیین شد. دیکینسون با هوش و پر انرژی بود و علی‌رغم عشق و علاقه‌اش به تالار صنوبر و فامیلش، مجذوب فیلادلفیا شد.
دیکینسون در سن ۱۸ سالگی تحصیلات خویش را در رشته حقوق زیر نظر جان مولاند در فیلادلفیا آغاز نمود. در فیلادلفیا از میان سایر دانش آموزان با جورج رسید و ساموئل وارتون دوست شد. در سال ۱۷۵۳ به منظور سه سال تحصیل در معبد میدل رهسپار لندن شد. به تعقیب گام‌های دوست همیشگی‌اش بنجامین چیو دادستان کل پنسیلوانیا، دیکینسون این سال‌ها را به مطالعه آثار ادوارد کوک و فرانسیس باکون در انجمن حرفه‌ای وکالت سپری نمود و در سال ۱۷۵۷ وارد کانون وکلای پنسیلوانیا شد و حرفه خویش را به عنوان وکیل مدافع و دادگستر آغاز نمود.
دیکینسون در اعتراض به قوانین ناونزد، نامه‌ها از یک کشاورز در پنسیلوانیا، را منتشر کرد. این نامه‌ها در اول در مجله پنسیلوانیا کرونیکل نشر و توسط تعداد زیادی از روزنامه‌های دیگر مجدداً چاپ و قبل از انقلاب آمریکا، یکی از تاثیرگذارترین اسناد سیاسی آمریکا بود.

## کتابشناسی
- Calvert, Jane E. (July 2007). "Liberty Without Tumult: Understanding the Politics of John Dickinson". The Pennsylvania Magazine of History and Biography. Philadelphia: Historical Society of Pennsylvania. CXXXI (3): 233–62. JSTOR 20093948.
- —— (2008). Quaker Constitutionalism and the Political Thought of John Dickinson. Cambridge, England, and New York: Cambridge University Press. ISBN 978-0-521-88436-5.
- Conrad, Henry C. (1908). History of the State of Delaware. Lancaster, Pennsylvania: Wickersham Company.
- Flower, Milton E. (1983). John Dickinson – Conservative Revolutionary. Charlottesville, Virginia: University Press of Virginia. ISBN 0-8139-0966-X.
- Martin, Roger A. (1984). History of Delaware Through its Governors. Wilmington, Delaware: McClafferty Press.
- —— (1995). Memoirs of the Senate. Newark, Delaware: Roger A. Martin.
- Munroe, John A. (1954). Federalist Delaware 1775–1815. New Brunswick, New Jersey: Rutgers University.
- —— (2004). Philadelawareans. Newark, Delaware: University of Delaware Press. ISBN 0-87413-872-8.
- Powell, John H. "John Dickinson and the Constitution." The Pennsylvania Magazine of History and Biography 60, no. 1 (1936).
- Racino, John W. (1980). Biographical Directory of American and Revolutionary Governors 1607–1789. Westport, CT: Meckler Books. ISBN 0-930466-00-4.
- Rodney, Richard S. (1975). Collected Essays on Early Delaware. Wilmington, Delaware: Society of Colonial Wars in the State of Delaware.
- Richards, Robert Haven (1901). The life and character of John Dickinson. Wilmington: The Historical society of Delaware.
- Scharf, John Thomas (1888). History of Delaware 1609–1888. 2 vols. Philadelphia: L. J. Richards & Co.
- Smith, Page (1962). John Adams. Vol. I, 1735–1784. New York, NY: Doubleday & Company, Inc.
- Stillé, Charles J. (1891). The life and times of John Dickinson. Philadelphia, The Historical Society of Pennsylvania.
- Ward, Christopher L. (1941). Delaware Continentals, 1776–1783. Wilmington, DE: Historical Society of Delaware. ISBN 0-924117-21-4.
- Bushman, Claudia L.; Hancock, Harold Bell; Homsey, Elizabeth Moyne (1988). Proceedings of the House of Assembly of the Delaware State, 1781–1792, and of the Constitutional Convention of 1792. Newark, DE: University of Delaware Press. ISBN 978-0-87413-309-7. Retrieved June 10, 2013.